# Ernesto Sábato
Ernesto Sábato (n. 24 iunie 1911, Rojas⁠(d), Buenos Aires, Argentina – d. 30 aprilie 2011, Santos Lugares⁠(d), Buenos Aires, Argentina) a fost un prozator, eseist, pictor, fizician și romancier argentinian.

## Biografie
S-a născut în Rojas, un oraș din Argentina, în 1911. Părinții erau doi imigranți italo-albanezi, Juana María Ferrari și Francisco Sábato.
La vârsta de 16 ani, s-a alăturat unor grupuri de anarhiști, apoi de comuniști, dar a înțeles repede că „materialismul dialectic" e o contradicție în termeni, (afirmația îi aparține), iar atunci când, în 1935, a fost trimis la Moscova să studieze doctrina marxist-leninistă, a reușit să „evadeze", „trădând" cauza comunistă și evitând astfel soarta atâtor intelectuali de stânga din afara URSS ce au fost înghițiți de Gulag.
Și-a susținut doctoratul în științe fizico-matematice, apoi a plecat la Paris în anul 1938, unde a lucrat la Laboratorul Curie și s-a apropiat de grupul artiștilor suprarealiști al lui André Breton: Oscar Dominguez, Féret, Marcelle Ferri, Matta, Tristan Tzara. În 1945 a abandonat cercetarea științifică pentru a se dedica în exclusivitate literaturii. Este doctor în fizică și a ținut cursuri de filozofie la Universitatea din La Plata.

## Opera literară
A scris variate cărți de eseuri despre om și crizele timpului nostru, și despre sensul activității literare - Oameni și angrenaje, Scriitorul și fantasmele sale, Apologii și respingeri.
Dar cele mai cunoscute sunt fără dubiu cele trei romane: Tunelul (1948), Despre eroi și morminte (1961) și Abaddón, exterminatorul (1974), toate trei fiind traduse în limba română. Sábato a publicat doar patru romane, dar și-a aruncat în foc cea mai mare parte a paginilor scrise, iar ultimul roman l-a publicat la disperarea soției.

#### Romane
- 1948 - Tunelul
- 1961 - Despre eroi și morminte
- 1968 - Raport despre orbi
- 1975 - Abaddón, exterminatorul

#### Eseuri
- Unu și universul, 1945
- Oameni și angrenaje, 1951
- Heterodoxia, 1953
- El caso Sábato. Torturas y libertad de prensa. Carta Abierta al General Aramburu
- El otro rosto del peronismo, 1956
- El escritor y sus fantasmas (Scriitorul și fantasmele sale), 1963
- Tango, discusión y clave
- Romance de la muerte de Juan Lavalle. Cantar de Gesta, 1965
- Pedro Henríquez Ureña
- Tres aproximaciones a la literatura de nuestro tiempo: Robbe - Grillet, Borges, Sartre
- Eduardo Falú (cu León Benarós)
- Dialoguri (cu Jorge Luis Borges, editată de Orlando Barone)
- Los libros y su misión en la liberación e integración de la América Latina, 1978
- Apologías y rechazos (Apologii și respingeri), 1979
- Entre la Letra y la Sangre (Între scris și sânge). Conversații cu Carlos Catania, 1995
- Antes del fin (Înainte de tăcere), 1998
- La Resistencia, 2000

## Premii literare
A primit premiile Miguel de Cervantes și Gabriela Mistral în 1984.

## Autobiografie
În anul 1998 și-a publicat autobiografia, Antes del Fin - Înainte de sfârșit, publicată de editura Rao sub titlul Înainte de tăcere. Editura Humanitas a reluat toate romanele publicate de fosta editură Univers, într-o serie de autor „Ernesto Sábato".